# Banco de Letonia
El Banco de Letonia (letón: Latvijas Banka) es el banco central de la República de Letonia. Es una de las instituciones claves del estado y se encarga de las funciones económicas que le encomienda la ley. El objetivo principal del banco de Letonia es el de regular la moneda en circulación, mediante la implementación de la política monetaria y del mantenimiento de la estabilidad de precios en Letonia. 
La administración del Banco de Letonia se encuentra en Riga. El año fiscal del banco comienza el 1 de enero y acaba el 31 de diciembre.

## Presidentes del Banco de Letonia
- Artūrs Graudiņš
- Pēteris Sakss
- Einars Repše (1991-2001)
- Ilmārs Rimšēvičs (2001-2019)
- Mārtiņš Kazāks (2019-)